# Йёнссон, Эмиль
Эмиль Йёнссон (швед. Emil Jönsson; род. 15 августа 1985, Сандвикен, Евлеборг) — шведский лыжник, призёр Олимпийских игр и чемпионатов мира, трёхкратный обладатель малого Кубка мира в зачёте спринта. Ярко выраженный специалист спринтерских гонок.
В Кубке мира Йёнссон дебютировал в 2004 году, в январе 2008 года одержал свою первую победу на этапе Кубка мира. Всего имеет на своём счету 14 побед на этапах Кубка мира, 13 в спринте и 1 в командном спринте. Лучшим достижением Йёнссона в общем итоговом зачёте Кубка мира является 6-е место в сезонах 2009/10 и 2010/11, трижды ему удалось выиграть малый Кубок мира в зачёте спринта.
На Олимпиаде-2010 в Ванкувере стал 7-м в спринте, хотя перед стартом считался главным фаворитом, а в квалификации показал второй результат.
За свою карьеру принимал участие в четырёх чемпионатах мира. На чемпионате мира 2011 года завоевал бронзу в индивидуальном спринте, на чемпионате 2013 года стал серебряным призёром в командном спринте, дважды занимал 6-е места в спринте на чемпионате 2007 года и в командном спринте на чемпионате 2009 года.
Завершил карьеру в 2018 году.
После окончания карьеры в лыжном спорту стал гидом для слабовидящих в паралимпийском спорте. Выступал на зимних Паралимпийских играх 2022 года как гид Себастьяна Модина, завоевал три медали в паралимпийских лыжных гонках. На чемпионате мира 2025 года в Тронхейме был гидом Модина, который выиграл золото в спринте.
Использует лыжи и ботинки производства фирмы Fischer.